# Zlato (minerál)
Zlato, chemická značka Au, je krychlový minerál. Zlato je ryzí prvek ze skupiny mědi (dříve skupina zlata), kam patří ryzí kovy se stejnou strukturou (izostrukturní) – měď, stříbro, olovo.

## Vznik

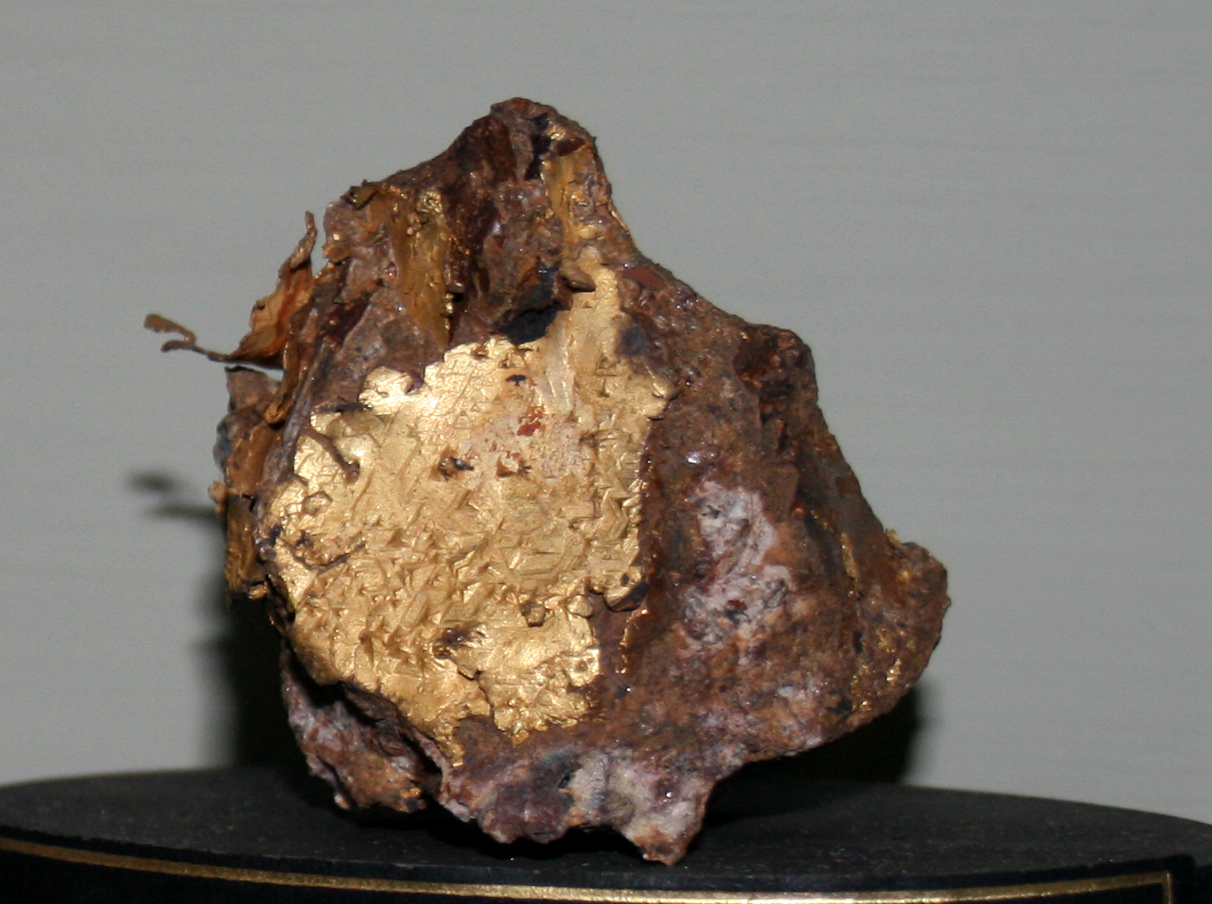
Přírodní zlato z Čech

Od starověku jsou známé křemenné žíly se zlatem, které jsou hydrotermálního původu. Teprve v průběhu 20. století byly objeveny další typy ložisek, které obsahují výrazně vyšší množství zlata, ale často pouze v mikroskopické podobě. Největší objemy zlata se těží z porfyrových ložisek, následují geneticky příbuzná ložiska typu Carlin. Zlato také vzniká činností podmořských vulkánů v podobě vulkano-sedimentárních ložisek, kde bývá spjato se sulfidy, nejčastěji arzenopyritem. Metamorfózou vulkano-sedimentárních formací se zlato často remobilizuje a rekrystalizuje v podobě makroskopických zrnek a plíšků v tzv. stratiformních ložiskách. 
Všechna ložiska zlata jsou zdrojem pro druhotné uloženiny v náplavech, které byly rýžovány už od starověku. 

## Morfologie
Velmi častý je tvar plíšku, mikroskopická zrnka obvykle elipsoidického tvaru a valouny (nuggety), některé i značných rozměrů. Vzácně tvoří drobné krystalky, nejčastěji ve formě osmistěnu {111}, někdy i krychle {100}, nebo jejich spojky. Jednosměrným vývojem či zploštěním krystalů vznikají krystalové nepravidelnosti, plíšky a drátky. Vzácně dendritické agregáty se zploštěním podle ploch oktaedru.
Malé částečky zlata z náplavů se označují jako zlatý prach či zlatinky. Valounky a valouny se v Rusku nazývají samorodky, v anglicky mluvících zemích nuggets („nugety“).

## Vlastnosti

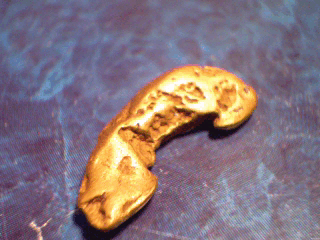
Zlatý nuget z Aljašky

- Fyzikální vlastnosti: Tvrdost 2,5–3, hustota podle příměsí 15,5–19,3 g/cm³, něštěpné, lom hákovitý. Kujné, ohebné, dobře vede elektrický proud. Taje při 1063 °C.

- Chemické vlastnosti: Složení: Au 100 % (teoreticky), příměsi Ag, Pt, Cu, Pd, Ir, Rh, Bi, Se, Te. Rozpouští se v lučavce královské, KCN, NaCN.

- Optické vlastnosti: Barva: zlatožlutá, žlutobílá, vryp lesklý žlutý, kovový lesk. Opaktní, prosvítá modrozeleně v tenké vrstvičce.

Zlato se nejčastěji vyskytuje v podobě přírodní slitiny se stříbrem, která se označuje jako elektrum. Příměs stříbra mění typicky zlatožlutou barvu čistého zlata na světlejší stříbrozlatou barvu, příměs mědi naopak mění odstín více do červena. Běžné příměsi stříbra a mědi snižují hustotu zlata oproti teoretické (19,3 g/cm³).

## Získávání
Největší množství zlata se těží z porfyrových a Carlin ložisek povrchovou těžbou ve velkých objemech. Menší množství se získává hlubinnou těžbou zlatonosných žil. Část zlata se získává také rýžováním ze sedimentů. V Austrálii je zlato získáváno rýžováním na sucho, větší nuggety se často dohledávají pomocí detektorů kovů.

## Využití
Většina zlata se stále využívá ve šperkařství a jako drahý kov v investiční oblasti jako investiční zlato. Zlato bylo definitivně opuštěno jako zlatý standard v roce 1971, přesto si stále uchovává svůj význam a většina centrálních bank drží zlaté rezervy. Velké objemy zlata spotřebuje výroba elektroniky, zejména procesory, vysoce vodivé konektory, spínače, relé a další kritické součástky. V lékařství se používají izotopy či soli zlata na speciální aplikace, zejména v oblastech léčby rakoviny. Naopak rozšířené využití zlata v zubařství postupně klesá a ve vyspělých zemích bylo zlato nahrazeno speciální keramikou.

## Naleziště
- Česko – Křepice, Jílové u Prahy, Roudný u Vlašimi, Kašperské Hory, Zlaté Hory, Mokrsko, Předín, Orlík u Humpolce
- Slovensko – Kremnica, Hodruša-Hámre, Pezinok, Magurka, Dúbrava
- Chile – valouny o hmotnosti 153 kg, nalezené r. 1851,
- z Viktorie v Austrálii r. 1858 nalezené balvany o hmotnosti 84, 69, 54 a 50 kg,
- z Uralu r. 1849 kus 36 kg těžký,
- z Kalifornie (USA) – krystalované zlato z Eagle's Nest.
- Venezuela – krystalované zlato z Pauji a Icabarú
- Brazílie – krystalované zlato z Ouro Branco, Itaituba a Alta Floresta